# National Medal of Technology and Innovation

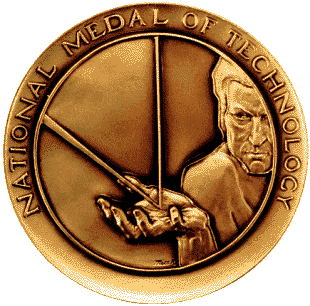
National Medal of Technology

Die National Medal of Technology and Innovation (bis 2007 National Medal of Technology) ist eine Auszeichnung, die vom Präsidenten der Vereinigten Staaten an Erfinder und Innovatoren verliehen wird, die einen bedeutenden Beitrag zur Entwicklung neuer und wichtiger Technologien geleistet haben. Empfänger der Medaille können sowohl Einzelpersonen, Gruppen oder auch Organisationen und Unternehmen sein. Es handelt sich um die höchste Auszeichnung, die in den Vereinigten Staaten für Leistungen auf dem Technologiesektor vergeben werden kann.
Das „The National Medal of Technology Evaluation Committee“ prüft und bewertet alle Nominierungen für die Medaille und gibt dann Empfehlungen ab. Diese Kandidatenliste geht formal an den Secretary of Commerce, der seinerseits dem US-Präsidenten gegenüber eine Empfehlung ausspricht. Die Preisträger werden dann informiert und ihre Namen durch das Weiße Haus bekanntgegeben.

## Preisträger

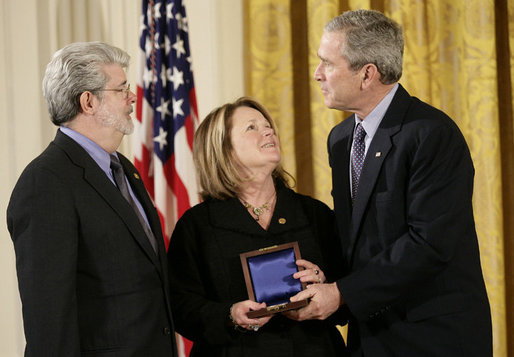
George W. Bush überreicht die Medal of Technology an George Lucas und Chrissie England für Industrial Light & Magic

### Ausgewählte Preisträger mit Begründungen
Viele herausragende Entwicklungen in der Industrie – insbesondere in der Computerbranche – wurden seit 1985 ausgezeichnet.
2007 erhielt die Xerox Corp. die Auszeichnung in Anerkennung für über 50 Jahre Forschung und Innovation. Im Februar 2006 wurde George Lucas für Industrial Light & Magic mit dieser Medaille ausgezeichnet.
2005 erhielt Ralph Baer die Medaille für die Erfindung der ersten Videospiel-Konsole, 2003 Robert Metcalfe für führende Mitarbeit an der Erfindung, Standardisierung und Kommerzialisierung des Ethernet. 2000 wurden Douglas C. Engelbart für die Erfindung der Computermaus und die Mithilfe bei der Entwicklung des Hypertexts und Dean Kamen für Erfindungen auf dem Bereich der Medizintechnik ausgezeichnet. 1999 wurden Ken Thompson und Dennis Ritchie die National Medal für die gemeinsame Erfindung des Unix-Betriebssystems und der Programmiersprache C zugesprochen, 1992 Bill Gates für seine frühe Vision von universellen Computern zuhause und im Büro.
Ebenfalls im Jahr 1992 erhielt Norman Joseph Woodland für seinen Beitrag zur Barcode-Technologie die Auszeichnung durch Präsident George H. W. Bush. 1991 erhielt Grace Hopper die Auszeichnung für ihre Pioniertaten bei der Entwicklung von Programmiersprachen, 1990 John Atanasoff für seine Erfindung des digitalen Computers.
1990 war Gordon Moore Preisträger für seine bahnbrechende Führungsrolle im Bereich Computerspeicher und Mikroprozessoren, 1988 Arnold Orville Beckman für außergewöhnliche Kreativität im Design analytischer Instrumente. David Packard wurde 1988 für außergewöhnliche und uneigennützige Führung in Industrie und Regierung, insbesondere auf vielfältigen technologischen Feldern ausgezeichnet, Robert Noyce 1987 für seine Erfindungen auf dem Feld der Halbleiter. 1985 waren Steve Jobs und Steve Wozniak Preisträger für die Entwicklung und Einführung der Personal Computer.

### Liste der Preisträger
- 1985 AT&T Bell Laboratories, Frederick P. Brooks Jr., Erich Bloch, Bob O. Evans, Steve Jobs, Steve Wozniak, Marvin M. Johnson, Ralph Landau, John T. Parsons, Frank L. Stulen, Harold A. Rosen, Allen E. Puckett, Joseph F. Sutter
- 1986 Bernard Marshall Gordon, Reynold B. Johnson, William C. Norris, Frank N. Piasecki, S. Donald Stookey, Francis VerSnyder
- 1987 Joseph V. Charyk, William Edwards Deming, John E. Franz, Robert Noyce
- 1988 John L. Atwood, Arnold Orville Beckman, Paul M. Cook, Raymond Damadian, Paul Christian Lauterbur, Robert H. Dennard, Harold Eugene Edgerton, Clarence Johnson, Edwin Herbert Land, David Packard
- 1989 Jay Wright Forrester, Robert R. Everett, Helen Edwards, Richard A. Lundy, J. Richie Orr, Alvin Tollestrup, Herbert W. Boyer, Stanley Norman Cohen
- 1990 John Atanasoff, Marvin Camras, DuPont, Donald N. Frey, Fred W. Garry, Wilson Greatbatch, Jack Kilby, John S. Mayo, Gordon Moore, David B. Pall, Chauncey Starr
- 1991 Stephen D. Bechtel Jr., Gordon Bell, Geoffrey Boothroyd, Peter Dewhurst, John Cocke, Carl Djerassi, James J. Duderstadt, Bob Galvin, Grace Hopper, F. Kenneth Iverson, Frederick M. Jones, Joseph A. Numero, David W. Thompson, Antonio L. Elias, David S. Hollingsworth, Robert R. Lovell, Charles R. Reed, John Paul Stapp
- 1992 Bill Gates, W. Lincoln Hawkins, Joseph M. Juran, Charles Kelman, Merck & Co, Inc., Delbert H. Meyer, Paul B. Weisz, Norman Joseph Woodland
- 1993 Amos E. Joel Jr., William H. Joyce, George Kozmetsky, George Levitt, Marinus Los, Hans Liepmann, William D. Manly, Ken Olsen, Walter L. Robb
- 1994 AMGEN, Corning Inc., Joel S. Engel, Richard H. Frenkiel, H. Joseph Gerber, Irwin M. Jacobs
- 1995 Edward R. McCracken, Praveen Chaudhari, Jerome J. Cuomo, Richard J. Gambino, Procter & Gamble, 3M, Sam B. Williams, Alejandro Zaffaroni
- 1996 Ronald H. Brown, Johnson & Johnson, Charles Kaman, Stephanie Kwolek, James C. Morgan, Peter H. Rose
- 1997 Norman R. Augustine, Ray Dolby, Robert S. Ledley, Vinton G. Cerf, Robert E. Kahn
- 1998 Denton Cooley, Robert Fraley, Robert Horsch, Ernest Jaworski, Stephen Rogers, Ken Thompson, Dennis Ritchie, Biogen
- 1999 Glen Culler, Ray Kurzweil, Robert Swanson, Robert W. Taylor, Symbol Technologies
- 2000 Douglas C. Engelbart, Dean Kamen, Donald Keck, Robert D. Maurer, Peter C. Schultz, IBM Corporation
- 2001 John A. Ewen, Arun N. Netravali, Sidney Pestka, Jerry M. Woodall, Dow Chemical
- 2002 Calvin H. Carter, Haren S. Gandhi, Carver Mead, John J. Mooney, Carl Donald Keith, Nick Holonyak Jr., M. George Craford, Russell Dean Dupuis, DuPont
- 2003 Jan D. Achenbach, Watts S. Humphrey, Robert Metcalfe, Rodney Bagley, Irwin Lachman, Ronald M. Lewis, UOP LLC, Wisconsin Alumni Research Foundation
- 2004 Ralph Baer, Roger L. Easton, Gen-Probe, IBM Corporation, Industrial Light & Magic, Motorola, Inc., Paccar
- 2005 Alfred Y. Cho, Dean L. Sicking, Ronald J. Eby, Maya Koster, Dace Viceps Madore, Velupillai Puvanesarajah, Genzyme, Semiconductor Research Corporation, Xerox Corporation
- 2006 Leslie A. Geddes, Paul G. Kaminski, Herwig Kogelnik, Charles M. Vest, James E. West
- 2007 Paul Baran, Roscoe O. Brady, David N. Cutler, Armand V. Feigenbaum, Adam Heller, Grant Willson, eBay Inc., Lockheed Martin Skunk Works
- 2008 Forrest M. Bird, Esther Takeuchi, John Warnock, Charles Geschke, IBM Corporation
- 2009 Harry Coover, Helen Free, Steven J. Sasson, Federico Faggin, Marcian Edward Hoff Jr., Stanley Mazor
- 2010 Rakesh Agrawal, B. Jayant Baliga, C. Donald Bateman, Yvonne Brill, Michael Tompsett
- 2011 Frances H. Arnold, George Carruthers, Robert Langer, Norman McCombs, Gholam Peyman, Arthur H. Rosenfeld, Jan Vilcek, Samuel E. Blum (Team), Rangaswamy Srinivasan (Team), James J. Wynne (Team), Raytheon BBN Technologies
- 2012 Charles Bachman, Edith M. Flanigen, Eli Harari, Thomas J. Fogarty, Arthur D. Levinson, Cherry A. Murray, Mary Shaw, Douglas R. Lowy und John T. Schiller
- 2013 Joseph DeSimone, Robert Fischell, Nancy Ho, Mark S. Humayun, Jonathan Marc Rothberg
- 2014 Chenming Hu, Arthur Gossard, Cato T. Laurencin
- 2022 Mary-Dell Chilton, John Cioffi, Rory Cooper, James G. Fujimoto, David Huang, Eric A. Swanson, Ashok Gadgil, Juan Gilbert, Charles Hull, Jeong Kim, Steven A. Rosenberg, Neil Siegel[1]
- 2025 Martin Cooper, Jennifer A. Doudna, Eric Fossum, Paula T. Hammond, Kristina M. Johnson, Victor Lawrence, David Walt, Paul Yock, Feng Zhang, Moderna, Pfizer[2]